# Daniel Jaroszek
Daniel Jaroszek (ur. 1989) – polski reżyser i fotograf.

## Życiorys
Laureat Nagrody Publiczności na Festiwalu Polskich Filmów Fabularnych w Gdyni 2022 za film Johnny, który był jego debiutem fabularnym. Reżyser teledysku Trofea - Dawid Podsiadło nominowanego do Nagrody Muzycznej Fryderyk 2020 w kategorii Teledysk Roku. Autor zdjęć do albumu Raj - The Dumplings nominowanego po Nagrody Muzycznej Fryderyk 2019 w kategorii Najlepsza Oprawa Graficzna. Laureat PL Music Video Awards za najlepszy teledysk roku 2021 w kategorii Pop: Kaonashi – Daria Zawiałow oraz trzykrotnie nominowany do tej nagrody: w 2018 za Wyględów - Ten Typ Mes w kategorii Hip-Hop, w 2019 za Trofea - Dawid Podsiadło w kategorii Pop, w 2020 za Bubbletea - Quebonfide feat. Daria Zawiałow w kategorii Hip-Hop.
W roku 2022 jako fotograf i reżyser współtworzył oprawę wizualną albumu Dawida Podsiadło, Lata Dwudzieste. Odpowiadał również za zdjęcia do trasy koncertowej POSTprodukcja Tour Podsiadło.
Jest związany z Papaya Films – polską firmą branży produkcji wideo.